# Niederhofen (Dortmund)
Niederhofen ist ein Ortsteil der Stadt Dortmund.

## Geschichte
Niederhofen war eine eigenständige Gemeinde im Amt Hörde. Sie wurde am 1. Mai 1922 nach Wellinghofen eingemeindet, das seinerseits am 1. August 1929 nach Dortmund eingemeindet wurde. Die Stadt Dortmund zählt den Ortsteil zu Wellinghofen im Stadtbezirk Hörde.
Heute erinnert noch die Gemarkung Niederhofen an die einstige Selbstständigkeit.
Niederhofen war namengebend für den Niederhofer Kohlenweg, der durch den Ort verlief. 